# Aborichthys
Aborichthys är ett släkte av fiskar. Aborichthys ingår i familjen grönlingsfiskar.
Släktets medlemmar kännetecknas av en långsträckt kropp och ett stort huvud med stora ögon. Arterna har åtta skäggtöm som är ordnade i par. Ryggfenan ligger ungefär på bålens mitt och den består av taggstrålar. Flera arter har mörka tvärband.
Arter enligt Catalogue of Life:
- Aborichthys elongatus
- Aborichthys garoensis
- Aborichthys kempi
- Aborichthys rosammai

IUCN listar 2 arter som sårbar och en som nära hotad.